# Esmehan Sultan (hija de Şah Sultan)
Esmehan Hanım Sultan (Estambul, c. 1525 — Estambul, c. 1559) fue una princesa otomana, hija de Şah Sultan y Damat Lütfi Paşa. Su madre era media hermana del sultán Solimán el Magnífico, mientras que su padre fue brevemente Gran Visir del Imperio Otomano. Esmehan era nieta de Selim I, sobrina de Solimán I y prima de Selim II.

## Vida
Nacida como Esmehan Hanım Sultan en 1525, su padre era Lütfi Paşa quien estaba casado con Şah Sultan, quién era hija de Selim I y media hermana de Solimán el magnífico. Como hija de una princesa otomana, se le otorgó el título de Hanim Sultan.
Por lo que se sabe paso toda su vida viviendo en Estambul, en las cercanías del Palacio de Topkapi. En 1539, su padre se convirtió en Gran Visir, pero esto no duró mucho ya que en 1541, su padre ordenó quemarle las partes íntimas a una mujer que fue acusada de Adulterio. Su madre Şah, furiosa, lo encaró por lo que hizo y durante la discusión, Lütfi Pasha golpeó a su esposa. Ante esto, Şah llamó a sus sirvientes y ordenó que lo golpearan.
Después de este incidente, sus padres se divorciaron, Lütfi Paşa fue despojado de todos sus títulos y posteriormente fue exiliado a Didimótico, Grecia, donde falleció en 1564.
En 1540, Esmehan se casó con Hüseyn Paşa, con quien tuvo dos hijas.

## Muerte
Falleció en 1559 y fue enterrada en el mausoleo de su madre en Estambul.

## Descendencia
Esmehan tuvo dos hijas:
- Neslıhan Hanım Sultan (1546 — ¿?), estuvo casada con uno de los jeques de la época;
- Vasfıhan Hanım Sultan (1549 — ¿?), casada con Küçük Ömer Ağa, tuvo descendencia.